# Stanley-Cup-Playoffs 1937
Die Playoffs um den Stanley Cup des Jahres 1937 begannen am 23. März 1937 und endeten am 15. April 1937 mit dem 3:2-Sieg der Detroit Red Wings gegen die New York Rangers. Die Red Wings gewannen damit ihren insgesamt zweiten Titel und zugleich den zweiten in Folge, nachdem sie im Vorjahr die Toronto Maple Leafs mit 3:1 besiegt hatten. Sie wurden damit zum ersten US-amerikanischen Franchise, das den Stanley Cup verteidigen konnte, während sie in Person von Marty Barry den Topscorer dieser Playoffs stellten. Die unterlegenen Rangers bestritten ihr erstes Endspiel nach 1933, als sie sich ebenfalls mit 3:1 gegen die Maple Leafs durchgesetzt hatten.
Mit den Playoffs 1937 wurde die Tordifferenz als Kriterium für das Weiterkommen in den Viertelfinals durch den Best-of-Three-Modus abgelöst, sodass zugleich kein Spiel in den Playoffs mehr unentschieden enden konnte.

## Modus
Für die Playoffs qualifizierten sich die jeweils drei besten Teams der beiden Divisionen. Die beiden Divisionssieger spielten in einem ersten Halbfinale direkt einen der beiden Finalteilnehmer aus. Die vier übrigen Teams standen sich in zwei Viertelfinals gegenüber, wobei die beiden Divisionszweiten sowie die beiden Divisionsdritten aufeinandertrafen. Die Viertelfinals mündeten schließlich im zweiten Halbfinale, das den zweiten Finalteilnehmer ermittelte. Dabei wurde das erste Halbfinale sowie das Stanley-Cup-Finale im Best-of-Five-Modus ausgetragen, während in den Viertelfinalserien sowie der zweiten Halbfinalserie bereits zwei Siege zum Weiterkommen ausreichten und somit im Best-of-Three-Modus gespielt wurde.
In Serien mit Best-of-Five-Modus hatte das niedriger gesetzte Team in den ersten beiden Spielen Heimrecht, bevor die höher gesetzte Mannschaft drei Heimspiele in Folge bestritt. In Serien mit Best-of-Three-Modus wechselte das Heimrecht von Spiel zu Spiel, sodass die höher gesetzte Mannschaft im ersten und im entscheidenden dritten Spiel vor heimischem Publikum spielte. Anzumerken ist jedoch, das von der dargestellten Verteilung des Heimrechts aus verschiedenen Gründen regelmäßig abgewichen wurde.
Bei Spielen, die nach der regulären Spielzeit von 60 Minuten unentschieden blieben, folgte die Overtime. Sie endete durch das erste erzielte Tor (Sudden Death).

## Qualifizierte Teams
| Canadian Division - (C1) Canadiens de Montréal - (C2) Montreal Maroons - (C3) Toronto Maple Leafs | American Division - (A1) Detroit Red Wings - (A2) Boston Bruins - (A3) New York Rangers |

## Playoff-Baum
|  | Viertelfinale | Viertelfinale         | Viertelfinale    |                   |                  | Halbfinale | Halbfinale        | Halbfinale |  |  | Stanley-Cup-Finale | Stanley-Cup-Finale | Stanley-Cup-Finale |
|  |               |                       |                  |                   |                  |            |                   |            |  |  |                    |                    |                    |
|  |               |                       |                  |                   |                  |            |                   |            |  |  |                    |                    |                    |
|  |               |                       |                  |                   |                  |            |                   |            |  |  |                    |                    |                    |
|  | C1            | Canadiens de Montréal | 2                |                   |                  |            |                   |            |  |  |                    |                    |                    |
|  | C1            | Canadiens de Montréal | 2                |                   |                  |            |                   |            |  |  |                    |                    |                    |
|  |               |                       | A1               | Detroit Red Wings | 3                |            |                   |            |  |  |                    |                    |                    |
|  |               |                       |                  | Detroit Red Wings | 3                |            |                   |            |  |  |                    |                    |                    |
|  |               |                       |                  |                   |                  |            |                   |            |  |  |                    |                    |                    |
|  |               |                       |                  |                   |                  |            |                   |            |  |  |                    |                    |                    |
|  |               |                       |                  |                   |                  | A1         | Detroit Red Wings | 3          |  |  |                    |                    |                    |
|  |               | A3                    | New York Rangers | 2                 |                  |            |                   |            |  |  |                    |                    |                    |
|  | C2            | Montreal Maroons      | 2                |                   |                  |            |                   |            |  |  |                    |                    |                    |
|  | A2            | Boston Bruins         | 1                |                   |                  |            |                   |            |  |  |                    |                    |                    |
|  | A2            | Boston Bruins         | 1                | C2                | Montreal Maroons | 0          |                   |            |  |  |                    |                    |                    |
|  |               |                       |                  | C2                | Montreal Maroons | 0          |                   |            |  |  |                    |                    |                    |
|  |               |                       | A3               | New York Rangers  | 2                |            |                   |            |  |  |                    |                    |                    |
|  | C3            | Toronto Maple Leafs   | A3               | New York Rangers  | 2                | 0          |                   |            |  |  |                    |                    |                    |
|  | C3            | Toronto Maple Leafs   |                  |                   |                  |            |                   |            |  |  |                    |                    |                    |
|  | A3            | New York Rangers      | 2                |                   |                  |            |                   |            |  |  |                    |                    |                    |

## Viertelfinale

### (A2) Boston Bruins – (C2) Montreal Maroons
| 23. März 1937 | Montreal Maroons Carl Voss (13:56) Baldy Northcott (32:15) Herb Cain (56:43) Bob Gracie (57:32) | 4:1 (1:0, 1:0, 2:1) Spielbericht Stand: 1:0 | Boston Bruins Ray Getliffe (46:34) | Forum de Montréal, Montréal, Québec |

| 25. März 1937 | Boston Bruins Dit Clapper (4:54) Charlie Sands (15:42) Ray Getliffe (36:19) Red Beattie (53:50) | 4:0 (2:0, 1:0, 1:0) Spielbericht Stand: 1:1 | Montreal Maroons | Boston Garden, Boston, Massachusetts |

| 28. März 1937 | Boston Bruins Dit Clapper (25:18) | 1:4 (0:0, 1:2, 0:2) Spielbericht Stand: 1:2 | Montreal Maroons Marvin Wentworth (35:49) Russ Blinco (39:25) Earl Robinson (54:30) Dave Trottier (57:58) | Boston Garden, Boston, Massachusetts |

### (C3) Toronto Maple Leafs – (A3) New York Rangers
| 23. März 1937 | Toronto Maple Leafs | 0:3 (0:0, 0:1, 0:2) Spielbericht Stand: 0:1 | New York Rangers Lynn Patrick (25:29) Murray Murdoch (55:07) Alex Shibicky (56:10) | Maple Leaf Gardens, Toronto, Ontario |

| 25. März 1937 | New York Rangers Butch Keeling (50:05) Babe Pratt (73:05) | 2:1 n. V. (0:1, 0:0, 1:0, 1:0) Spielbericht Stand: 2:0 | Toronto Maple Leafs Busher Jackson (1:42) | Madison Square Garden, New York City, New York |

## Halbfinale

### (A1) Detroit Red Wings – (C1) Canadiens de Montréal
| 23. März 1937 | Detroit Red Wings Ebbie Goodfellow (5:21) Herbie Lewis (36:54) Hec Kilrea (41:20) Hec Kilrea (57:52) | 4:0 (1:0, 1:0, 2:0) Spielbericht Stand: 1:0 | Canadiens de Montréal | Detroit Olympia, Detroit, Michigan |

| 25. März 1937 | Detroit Red Wings Mud Bruneteau (15:42) Herbie Lewis (22:07) Herbie Lewis (24:45) Pete Kelly (35:40) Pete Kelly (57:15) | 5:1 (1:1, 3:0, 1:0) Spielbericht Stand: 2:0 | Canadiens de Montréal Paul Haynes (9:29) | Detroit Olympia, Detroit, Michigan |

| 27. März 1937 | Canadiens de Montréal Johnny Gagnon (3:10) Babe Siebert (50:29) Johnny Gagnon (57:27) | 3:1 (1:0, 0:0, 2:1) Spielbericht Stand: 1:2 | Detroit Red Wings Marty Barry (41:45) | Forum de Montréal, Montréal, Québec |

| 30. März 1937 | Canadiens de Montréal Toe Blake (7:30) Paul Haynes (12:27) Joffre Desilets (38:28) | 3:1 (2:1, 1:0, 0:0) Spielbericht Stand: 2:2 | Detroit Red Wings Syd Howe (17:00) | Forum de Montréal, Montréal, Québec |

| 1. April 1937 | Canadiens de Montréal Bill MacKenzie (54:56) | 1:2 n. V. (0:0, 0:1, 1:0, 0:0, 0:0, 0:1) Spielbericht Stand: 2:3 | Detroit Red Wings Ebbie Goodfellow (24:41) Hec Kilrea (111:49) | Forum de Montréal, Montréal, Québec |

### (C2) Montreal Maroons – (A3) New York Rangers
| 1. April 1937 | New York Rangers Babe Pratt (16:46) | 1:0 (1:0, 0:0, 0:0) Spielbericht Stand: 1:0 | Montreal Maroons | Madison Square Garden, New York City, New York |

| 3. April 1937 | Montreal Maroons | 0:4 (0:0, 0:3, 0:1) Spielbericht Stand: 0:2 | New York Rangers Neil Colville (24:24) Neil Colville (26:45) Frank Boucher (29:10) Mac Colville (42:41) | Forum de Montréal, Montréal, Québec |

## Stanley-Cup-Finale

### (A1) Detroit Red Wings – (A3) New York Rangers
| 6. April 1937 | New York Rangers Butch Keeling (5:23) Lynn Patrick (9:40) Joe Cooper (18:43) Frank Boucher (38:55) Lynn Patrick (58:22) | 5:1 (3:0, 1:0, 1:1) Spielbericht Stand: 1:0 | Detroit Red Wings Syd Howe (57:12) | Madison Square Garden, New York City, New York |

| 8. April 1937 | Detroit Red Wings John Sorrell (9:22) Mud Bruneteau (12:07) John Gallagher (13:31) Herbie Lewis (31:02) | 4:2 (3:0, 1:2, 0:0) Spielbericht Stand: 1:1 | New York Rangers Babe Pratt (35:06) Butch Keeling (38:18) | Detroit Olympia, Detroit, Michigan |

| 11. April 1937 | Detroit Red Wings | 0:1 (0:0, 0:1, 0:0) Spielbericht Stand: 1:2 | New York Rangers Neil Colville (20:23) | Detroit Olympia, Detroit, Michigan |

| 13. April 1937 | Detroit Red Wings Marty Barry (52:43) | 1:0 (0:0, 0:0, 1:0) Spielbericht Stand: 2:2 | New York Rangers | Detroit Olympia, Detroit, Michigan |

| 15. April 1937 | Detroit Red Wings Marty Barry (19:22) John Sorrell (29:36) Marty Barry (42:22) | 3:0 (1:0, 1:0, 1:0) Spielbericht Stand: 3:2 | New York Rangers | Detroit Olympia, Detroit, Michigan |

### Stanley-Cup-Sieger
| Stanley-Cup-Sieger Detroit Red Wings | Torhüter: Jimmy Franks, Earl Robertson, Normie Smith Verteidiger: Ralph Bowman, Ebbie Goodfellow, John Gallagher, Wilfred McDonald, Rolly Roulston, Doug Young (C) Angreifer: Larry Aurie, Marty Barry, Mud Bruneteau, Syd Howe, Pete Kelly, Hec Kilrea, Wally Kilrea, Herbie Lewis, Howard Mackie, Gord Pettinger, John Sherf, John Sorrell Cheftrainer & General Manager: Jack Adams |

Jimmy Orlando wurde ursprünglich auf der Trophäe verewigt, wird heute allerdings nicht mehr offiziell zum Siegerteam gezählt, da er kein Playoff-Spiel und nur neun Partien in der regulären Saison für Detroit absolviert hatte.

## Beste Scorer
Abkürzungen: GP = Spiele, G = Tore, A = Assists, Pts = Punkte, PIM = Strafminuten; Fett: Bestwert
| Spieler       | Team            | GP | G | A | Pts | PIM |
| ------------- | --------------- | -- | - | - | --- | --- |
| Marty Barry   | Detroit         | 10 | 4 | 7 | 11  | 2   |
| Herbie Lewis  | Detroit         | 10 | 4 | 3 | 7   | 4   |
| Syd Howe      | Detroit         | 10 | 2 | 5 | 7   | 0   |
| Neil Colville | NY Rangers      | 9  | 3 | 3 | 6   | 0   |
| John Sorrell  | Detroit         | 10 | 2 | 4 | 6   | 2   |
| Butch Keeling | NY Rangers      | 9  | 3 | 2 | 5   | 2   |
| Paul Haynes   | Montréal Canad. | 5  | 2 | 3 | 5   | 0   |
| Frank Boucher | NY Rangers      | 9  | 2 | 3 | 5   | 0   |
| Alex Shibicky | NY Rangers      | 9  | 1 | 4 | 5   | 0   |
| Babe Pratt    | NY Rangers      | 9  | 3 | 1 | 4   | 11  |
| Hec Kilrea    | Detroit         | 10 | 3 | 1 | 4   | 2   |

## Beste Torhüter
Die kombinierte Tabelle zeigt die drei besten Torhüter in der Kategorie Gegentorschnitt sowie den jeweils Führenden in Shutouts und Siegen.
Abkürzungen: GP = Spiele, Min = Eiszeit (in Minuten), W = Siege, L = Niederlagen, GA = Gegentore, SO = Shutouts, GAA = Gegentorschnitt; Fett: Bestwert; Sortiert nach Gegentorschnitt.
Erfasst werden nur Torhüter mit 120 absolvierten Spielminuten.
| Spieler        | Team       | GP | Min    | W | L | GA | SO | GAA  |
| -------------- | ---------- | -- | ------ | - | - | -- | -- | ---- |
| Dave Kerr      | NY Rangers | 9  | 553:05 | 6 | 3 | 10 | 4  | 1,08 |
| Normie Smith   | Detroit    | 5  | 282:17 | 3 | 1 | 6  | 1  | 1,28 |
| Earl Robertson | Detroit    | 6  | 340:00 | 3 | 2 | 8  | 2  | 1,41 |